# Aloée fils de Poséidon
Pour les articles homonymes, voir Aloée.
Dans la mythologie grecque, Aloée ou Aloéos (en grec ancien : Ἀλωεύς), fils de Poséidon et de Canacé selon Apollodore, est le fondateur de la cité d'Alos en Étolie.
Il a pour frères Hoplée, Nirée, Épopée et Triopas,.
Marié à Iphimédie qui s'unit à Poséidon, dont elle conçut deux géants Otos et Éphialtès, jumeaux surnommés « Aloades » ou « Aloïdes » d'après leur père adoptif, Aloée eut Eribée pour épouse en secondes noces : c'est elle qui dévoila à Hermès où les Aloades avaient enfermé Arès après le meurtre d'Adonis. 

## Sources
- Pseudo-Apollodore, Bibliothèque [détail des éditions] [lire en ligne] (I, 7, 4).
- Catalogue des femmes [détail des éditions] (fr. 6 EW).
- Homère, Odyssée [détail des éditions] [lire en ligne] (XI, 305).